# Santiago Morero
Santiago Eduardo Morero (Murphy, 18 aprile 1982) è un ex calciatore argentino, di ruolo difensore.

## Caratteristiche tecniche
Può giocare sia come terzino destro, suo ruolo naturale, sia come difensore centrale.

## Carriera
Inizia la carriera professionista nel 2003 al Douglas Haig e nel 2005 passa al Club Atlético Tigre. Grazie anche al passaporto comunitario, nella stagione 2008-2009 intraprende la sua prima esperienza all'estero: passa a titolo definitivo al ChievoVerona, con cui esordisce il 14 dicembre 2008 in Inter-ChievoVerona (4-2), venendo espulso nel finale di partita. Nella partita contro la Fiorentina del 22 febbraio 2009 firma il suo primo gol in Serie A e con la maglia del ChievoVerona. Diventato titolare con Domenico Di Carlo, a fine stagione colleziona 20 presenze, e anche nella stagione successiva trova molto spazio, alternandosi con Gennaro Sardo.

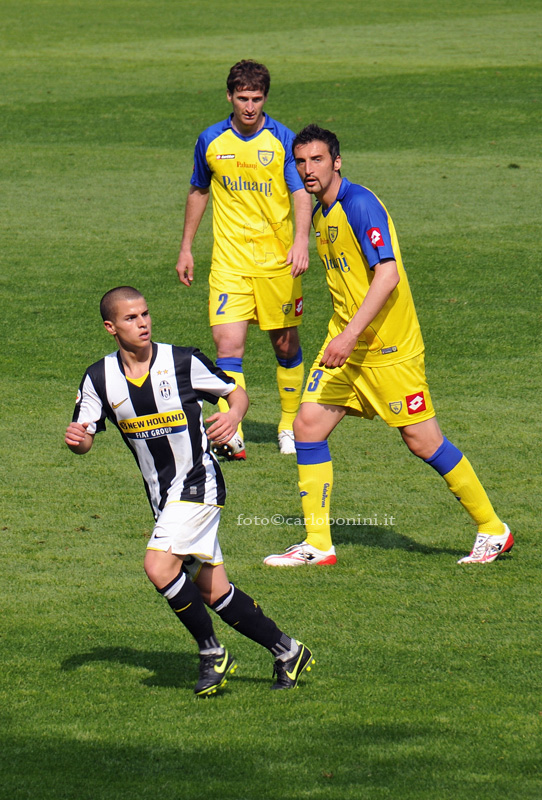
Santiago Morero (al centro) in azione contro Il Chievo

Nella stagione 2010-2011 trova meno spazio. Dopo 3 partite giocate in Coppa Italia, torna a giocare in campionato a febbraio. La sua terza stagione in gialloblu si concluderà con 5 presenze in campionato.
Il 31 agosto 2012 passa in prestito al Cesena in Serie B.
Il 26 luglio 2013 passa al Siena e per la stagione 2013-2014 ha scelto come numero di maglia il 19. Il 22 luglio 2014, dopo la mancata iscrizione del Siena al campionato di Serie B, rimane svincolato.
Il 16 settembre 2014 viene tesserato dal Grosseto. Il 14 gennaio 2015 rescinde il proprio contratto, per poi firmare, pochi giorni dopo, con l'Alessandria.
Viene nominato dai propri tifosi il migliore giocatore grigio del girone di ritorno. 
Per la stagione 2015-2016 diventa capitano dell'Alessandria. 
Nell'estate 2016 passa alla Juve Stabia. Il 18 febbraio 2017 segna il primo gol con la Juve Stabia contro la Vibonese.
Il 29 gennaio 2018 passa all'Avellino, tornando in Serie B dopo 4 anni..
Al termine della stagione agli irpini non viene concessa l'iscrizione in Serie B e Morero diviene automaticamente svincolato, ma qualche settimana dopo firma per il nuovo Avellino, iscritto in Serie D, di cui diviene capitano. Mette a segno il suo primo gol con la maglia degli irpini nella partita casalinga contro l'Albalonga, siglando il 2-1 finale e segna il gol dell'1-1 nella finale della Poule Scudetto contro il Lecco. Partita che viene poi vinta ai calci di rigore, stabilendo la vittoria dello Scudetto di Serie D da parte dell'Avellino.
Dopo la promozione in Serie C e la turbolenta estate della società irpina, Morero viene riconfermato per la stagione 2019-2020, sia nella squadra che come capitano. Seppur titolare fisso, colleziona meno presenze rispetto ad altri per via di vari infortuni intercorsi durante la stagione.
Il 7 agosto 2020 viene ufficializzato il suo passaggio alla Nocerina, militante in Serie D, scendendo quindi di categoria.
Scelto come capitano della squadra, nel giorno del suo trentanovesimo compleanno trova la sua prima rete con i molossi, successivamente troverà altri due gol coi rossoneri. A fine stagione annuncia l'addio al calcio.

## Statistiche

### Presenze e reti nei club
| Stagione           | Squadra            | Campionato         | Campionato | Campionato | Coppe nazionali | Coppe nazionali | Coppe nazionali | Coppe continentali | Coppe continentali | Coppe continentali | Altre coppe | Altre coppe | Altre coppe | Totale | Totale | Totale |
| Stagione           | Squadra            | Comp               | Pres       | Reti       | Comp            | Pres            | Reti            | Comp               | Pres               | Reti               | Comp        | Pres        | Reti        | Pres   | Reti   |        |
| ------------------ | ------------------ | ------------------ | ---------- | ---------- | --------------- | --------------- | --------------- | ------------------ | ------------------ | ------------------ | ----------- | ----------- | ----------- | ------ | ------ | ------ |
| 2008-2009          | Chievo             | A                  | 20         | 1          | CI              | 0               | 0               | -                  | -                  | -                  | -           | -           | -           | 20     | 1      |        |
| 2009-2010          | Chievo             | A                  | 24         | 0          | CI              | 3               | 0               | -                  | -                  | -                  | -           | -           | -           | 27     | 0      |        |
| 2010-2011          | Chievo             | A                  | 5          | 0          | CI              | 3               | 0               | -                  | -                  | -                  | -           | -           | -           | 8      | 0      |        |
| 2011-2012          | Chievo             | A                  | 9          | 0          | CI              | 2               | 0               | -                  | -                  | -                  | -           | -           | -           | 11     | 0      |        |
| Totale Chievo      | Totale Chievo      | Totale Chievo      | 58         | 1          |                 | 8               | 0               |                    | -                  | -                  |             | -           | -           | 66     | 1      |        |
| 2012-2013          | Cesena             | B                  | 16         | 1          | CI              | 1               | 0               | -                  | -                  | -                  | -           | -           | -           | 17     | 1      |        |
| 2013-2014          | Siena              | B                  | 12         | 0          | CI              | 2               | 0               | -                  | -                  | -                  | -           | -           | -           | 14     | 0      |        |
| 2014-gen. 2015     | Grosseto           | LP                 | 15         | 1          | CI-LP           | 0               | 0               | -                  | -                  | -                  | -           | -           | -           | 15     | 1      |        |
| gen.-giu. 2015     | Alessandria        | LP                 | 14         | 1          | CI+CI-LP        | -               | -               | -                  | -                  | -                  | -           | -           | -           | 14     | 1      |        |
| 2015-2016          | Alessandria        | LP                 | 22+1       | 1          | CI+CI-LP        | 5+2             | 0               | -                  | -                  | -                  | -           | -           | -           | 30     | 1      |        |
| Totale Alessandria | Totale Alessandria | Totale Alessandria | 36+1       | 2          |                 | 7               | 0               |                    | -                  | -                  | -           | -           | -           | 44     | 2      |        |
| 2016-2017          | Juve Stabia        | LP                 | 31+3       | 1          | CI+CI-LP        | 1               | 0               | -                  | -                  | -                  | -           | -           | -           | 35     | 1      |        |
| 2017-gen. 2018     | Juve Stabia        | C                  | 16         | 0          | CI+CI-C         | 0+1             | 0               | -                  | -                  | -                  | -           | -           | -           | 17     | 0      |        |
| Totale Juve Stabia | Totale Juve Stabia | Totale Juve Stabia | 47+3       | 1          |                 | 2               | 0               |                    | -                  | -                  | -           | -           | -           | 52     | 1      |        |
| gen.-giu. 2018     | Avellino           | B                  | 12         | 0          | CI              | -               | -               | -                  | -                  | -                  | -           | -           | -           | 12     | 0      |        |
| 2018-2019          | Avellino           | D                  | 31         | 5          | CI-D            | 1               | 0               | -                  | -                  | -                  | -           | -           | -           | 32     | 5      |        |
| 2019-2020          | Avellino           | C                  | 11         | 0          | CI-C            | 1               | 0               | -                  | -                  | -                  | -           | -           | -           | 12     | 1      |        |
| Totale Avelino     | Totale Avelino     | Totale Avelino     | 54         | 5          |                 | 1               | 0               |                    | -                  | -                  |             | -           | -           | 55     | 5      |        |
| 2020-2021          | Nocerina           | D                  | 25+1       | 3          | -               | -               | -               | -                  | -                  | -                  | -           | -           | -           | -      | -      |        |
| Totale Nocerina    | Totale Nocerina    | Totale Nocerina    | 26         | 3          |                 | 0               | 0               |                    | -                  | -                  |             | -           | -           | 26     | 3      |        |
| Totale carriera    | Totale carriera    | Totale carriera    | 268        | 14         |                 | 20              | 0               |                    | -                  | -                  |             | -           | -           | 277    | 12     |        |

## Palmarès

### Club

#### Competizioni nazionali
- Serie D: 1

Avellino: 2018-2019 (girone G)
- Scudetto Dilettanti: 1

Avellino: 2018-2019